# Robert Smith (matematico)
Robert Smith (1689 – Cambridge, 2 febbraio 1768) è stato un matematico e teorico della musica britannico.
È nato probabilmente a Lea, vicino Gainsborough. È entrato nel Trinity College nel 1708, diventandone senior fellow nel 1739 e Master nel 1742. Ha ricoperto la carica di Professore Plumiano di astronomia e filosofia sperimentale dal 1716 al 1760.
Ha pubblicato i libri A Compleat System of Opticks nel 1738 Harmonics, or, The Philosophy of Musical Sounds nel 1749.
Come matematico, è rimasto noto per l'equazione di Smith-Helmholtz. Alla sua memoria era dedicato il premio Smith dell'Università di Cambridge, nato da una donazione all'università di 3500 sterline in azioni della South Sea Company.

## Opere

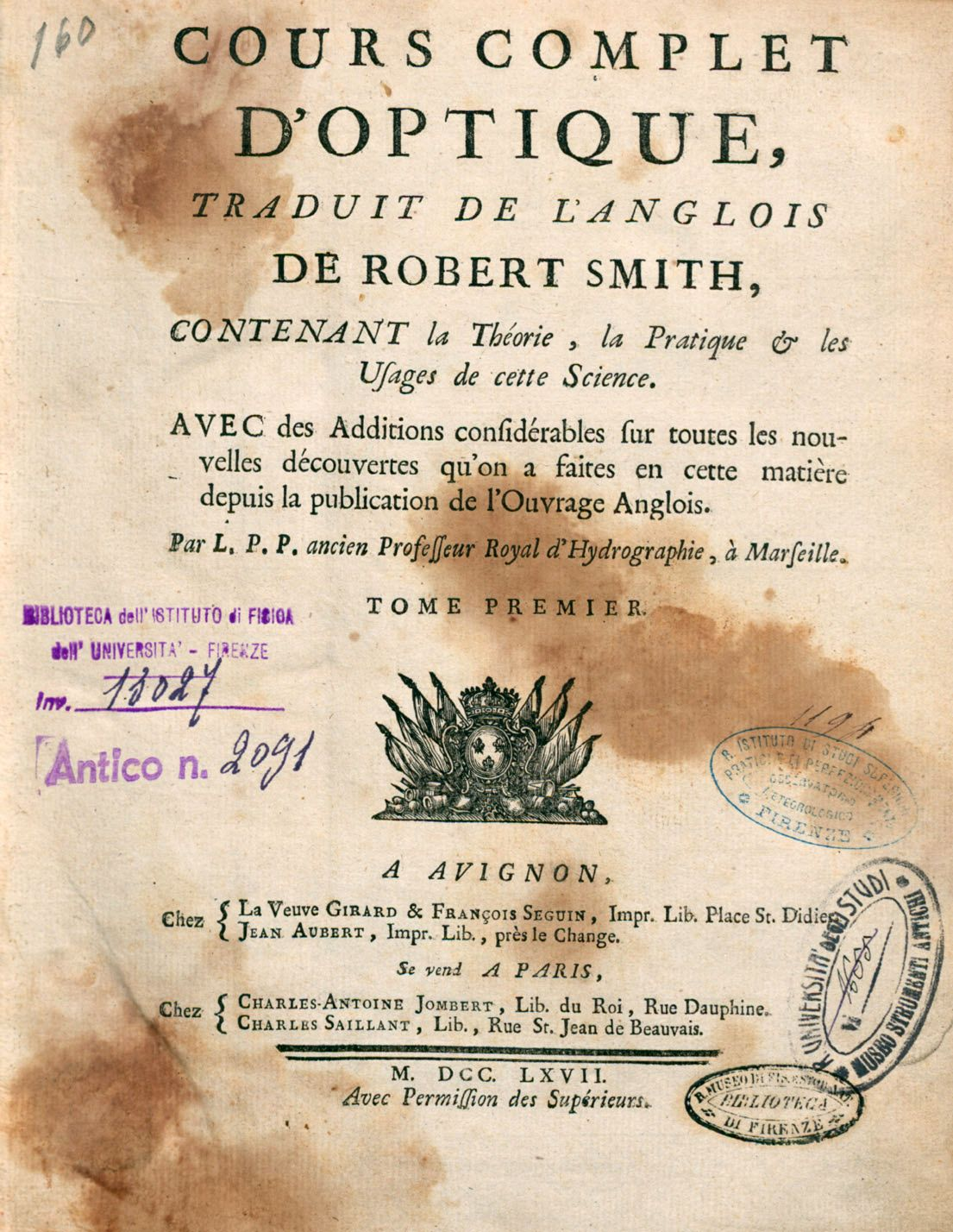
Compleat system of opticks, 1767

- Robert Smith, A Compleat System of Opticks, 1738.
- Robert Smith, Harmonics, or, The Philosophy of Musical Sounds, 1749.
- (FR) Compleat system of opticks, vol. 1, Avignon, veuve François Girard & François Seguin, 1767.
- (FR) Compleat system of opticks, vol. 2, Avignon, veuve François Girard & François Seguin, 1767.